# Réaction élémentaire
Une réaction élémentaire est une réaction chimique dans laquelle aucun intermédiaire réactionnel n'intervient. Elle se produit en une seule étape, et passe par un seul état de transition.